# Municipio de San Juan Bautista Atatlahuca
El municipio de San Juan Bautista Atatlahuca (del náhuatl: atl, natlahuqui, ca ‘agua, rojo, en’‘En el agua roja’) es uno de los 570 municipios que conforman al estado mexicano de Oaxaca. Pertenece al distrito de Etla, dentro de la región valles centrales. Su cabecera es la localidad de San Juan Bautista Atatlahuca.

## Geografía
El municipio abarca 453.38 km² y se encuentra a una altitud promedio de 1050 m s. n. m., oscilando entre 3200 y 700 m s. n. m.

## Demografía
De acuerdo al último censo, realizado por el INEGI en 2010, en el municipio habitan 1724 personas, repartidas entre 5 localidades.